# Amorimia
Az Amorimia a Malpighiales rendjébe és a malpighicserjefélék (Malpighiaceae) családjába tartozó nemzetség.

## Rendszerezés
A nemzetségbe az alábbi 10 faj tartozik:
- Amorimia amazonica (Nied.) W.R.Anderson
- Amorimia camporum W.R.Anderson
- Amorimia concinna (C.V.Morton) W.R.Anderson
- Amorimia exotropica (Griseb.) W.R.Anderson
- Amorimia kariniana W.R.Anderson
- Amorimia maritima (A.Juss.) W.R.Anderson
- Amorimia pubiflora (A.Juss.) W.R.Anderson
- Amorimia rigida (A.Juss.) W.R.Anderson
- Amorimia septentrionalis W.R.Anderson
- Amorimia velutina W.R.Anderson